# Гуфье, Клод
Клод Гуфье (фр. Claude Gouffier; ок. 1501 — 12 декабря 1570, Виллер-Котре),  герцог де Роанне, маркиз де Буаси, граф де Каравас и Молеврье, сеньор д'Уарон — французский придворный и военный деятель.

## Биография
Сын Артюса Гуфье, графа де Караваса, и Элен де Анже.
Наследовал отцу в 1519. 3 ноября назначен капитаном замка Амбуаз, а 26 апреля 1520 — Шинона.
Сражался в битве при Павии, был взят в плен. В 1528 вместе с графом де Сен-Полем командовал шеволежерами в Италии.
В 1533 пожалован в рыцари ордена короля, в 1535 назначен первым дворянином Палаты короля.
В 1536 во время вторжения войск Карла V в Прованс был взят в плен людьми Ферранте Гонзаги под Бриньолем. Король Франциск I внес в счет выкупа за него 6 000 экю.
В августе 1542 король возвел сеньорию Молеврье в ранг графства.
21 июня 1544 назначен лейтенантом к губернатору Шампани герцогу Орлеанскому, оказал помощь крепости Монтеклер, которую собирались осадить имперцы. 9 октября 1545, после смерти Луи Клевского, стал капитаном первой роты ста дворян Дома короля.

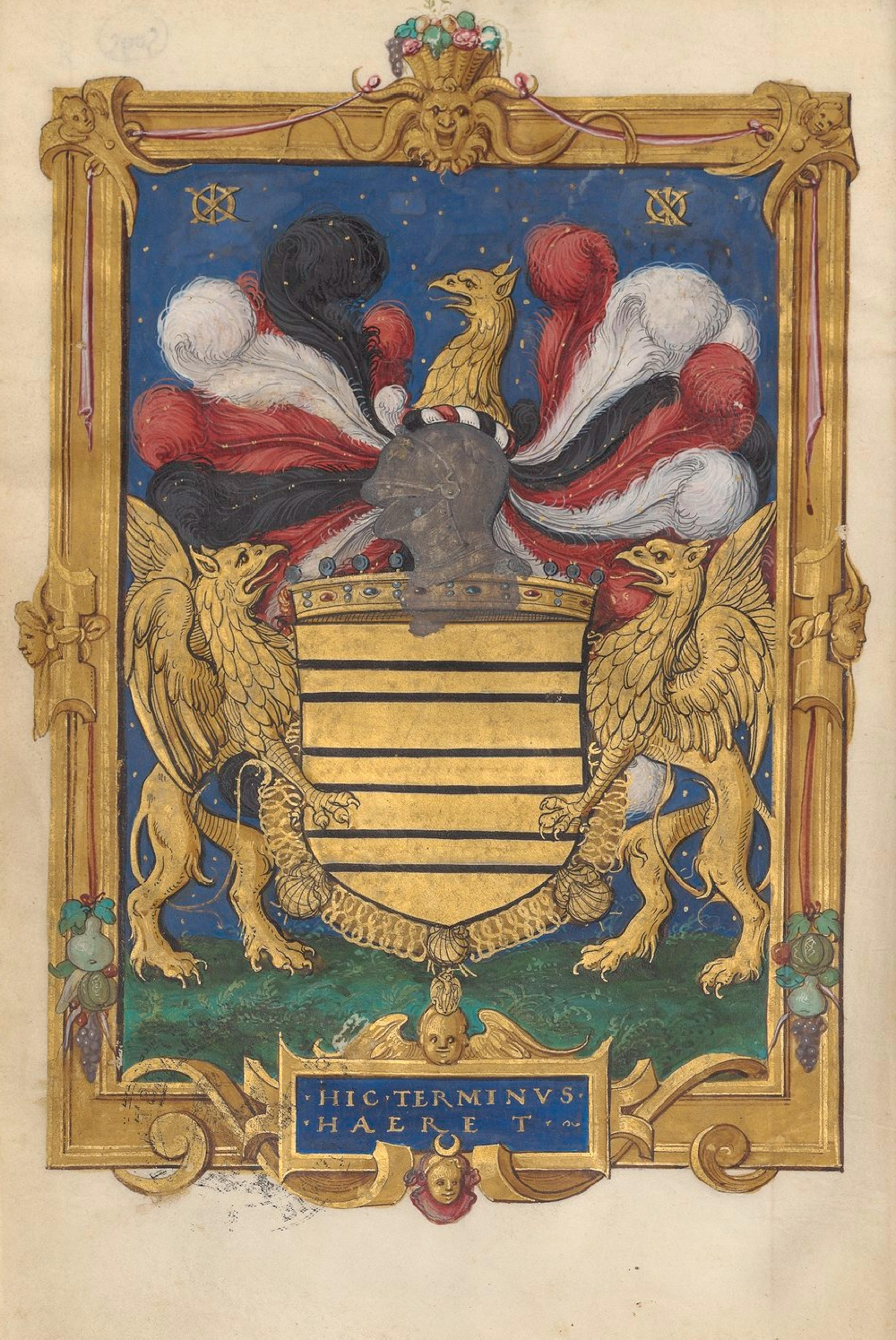
Французская псалтирь Клода Гуфье

22 октября 1546 в Линьи назначен на пост великого конюшего Франции, вакантный после смерти Жака Гальо де Женуйяка. Утвержден в должности Генрихом II 19 сентября 1547. Ловкий царедворец и умелый организатор конных состязаний (джостр), Гуфье находился в милости у нового короля, а затем у Екатерины Медичи.
23 ноября 1558 получил от короля сеньорию Шинон; в жалованной грамоте Генрих II называет его своим кузеном. В мае 1564 сеньория Буаси была возведена в ранг маркизата, а в ноябре 1566, жалованными грамотами, данными в Сен-Море, сеньория Роанне (Roannais), или Руаннуа (Rouannois) вторично возводилась в ранг герцогства.
2 марта 1568 Клод Гуфье получил ордонансовую роту из 50 копий.
Богатейший сеньор, был известен как коллекционер предметов искусства и заказчик иллюминированных рукописей. Некоторые историки искусства считают его возможным прототипом маркиза де Карабаса из сказки Шарля Перро «Кот в сапогах».

## Семья
1-я жена (3.01.1526, Сен-Дени): Жаклин де Ла Тремуй (ум. 4.10.1544), дама де Жонвель, дочь Жоржа де Ла Тремуя, сеньора де Жонвель, и Мадлен д'Азе
Дочь:
- Клод Гуфье (ум. 1565). Муж (15.02.1549): Леонор Шабо, граф де Шарни (1526—1597)

2-я жена (13.12.1545, Лувр): Франсуаза де Бросс (ок. 1515—26.11.1558), дама де Палюо, дочь Рене де Бросса, графа Пентьевра, и Жанны де Компе
Дети:
- Жильбер Гуфье (06.01.1553—16.10.1582), герцог де Роанне. Жена (30.03.1572): Жанна де Коссе (ум. после 1592), дочь Артюса де Коссе, графа де Сегондиньи, маршала Франции, и Франсуазы дю Буше
- Артюс Гуфье (11.11.1555—), граф де Каравас и Пассаван. Жена: Катрин де Марс, дочь Матюрена де Марса, сеньора де Сент-Агат,
- Клод Гуфье (1556—1618), барон де Палюо, граф де Пассаван и Сен-Лу, затем де Каравас. Жена (31.05.1602): Мари Мирон, дочь Франсуа Мирона и Мари-Рене де Шедебьен

3-я жена (25.06.1559, Блуа): Мари де Геньон де Сен-Боэр (1530—15.03.1565), придворная дама Марии Стюарт, дочь Жана де Геньона, сеньора де Сен-Боэр, и Маргариты Шатенье. Умерла в замке Уарон при родах
Дети:

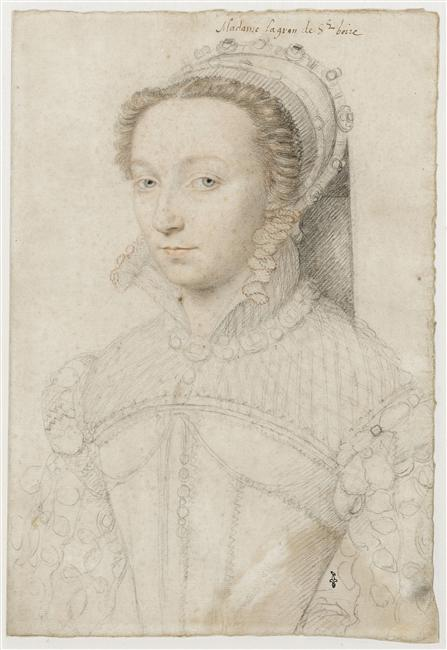
Мари де Геньон де Сен-Боэр

- Франсуа Гуфье (1560—), сеньор де Бур-сюр-Шарант, рыцарь Мальтийского ордена
- Шарль Гуфье (1561—), граф де Каравас
- Луи Гуфье (1562—), барон де Сен-Лу
- Поль Гуфье (1563 — ум. в юности), сеньор де Пузож
- Леон Гуфье (1564—), аббат Женесту
- Клод Гуфье (1565— ум. в юности)

4-я жена (контракт 16.01.1567): Клод де Бон де Самблансе (ум. 1568), дама де Шатобрён и де Ла-Карт, придворная дама и казначей Екатерины Медичи в 1564—1568, дочь Гийома де Бона, барона де Самблансе, и Бонны Коттеро
5-я жена (1569): Антуанетта де Майе де Латур-Ландри (ок. 1532 — после 20.03.1585), дама де Сен-Мар и де Ла-Жай, придворная дама Екатерины Медичи в 1568—1569 и Елизаветы Австрийской в 1571—1572, дочь Жана де Латура, графа де Шатору, и Жанны Шабо, вдова Рене де Порка де Ла-Порта, барона де Везен в Анжу, и Клода де Ла Тремуя, барона де Нуармутье